# Edosa orphnodes
Edosa orphnodes är en fjärilsart som beskrevs av Edward Meyrick 1911. Edosa orphnodes ingår i släktet Edosa och familjen äkta malar. Inga underarter finns listade i Catalogue of Life.